# Viktor Minibajev
Viktor Eduardovitj Minibajev (ryska: Виктор Эдуардович Минибаев), född 18 juli 1991 i Moskva, Ryssland, är en rysk simhoppare som slutade fyra vid herrarnas höga hopp i simhopp vid olympiska sommarspelen 2012. Vid EM 2016 tog han guld i mix tillsammans med Nadezjda Bazjina.
Vid världsmästerskapen i simsport 2017 i Budapest tog Minibajev en silvermedalj i parhoppningen på 10 meter tillsammans med Aleksandr Bondar.
I juli 2021 vid OS i Tokyo tog Minibajev brons tillsammans med Aleksandr Bondar i parhoppning från 10 meter.